# Blue (film, 2002)
Pour les articles homonymes, voir Blue.
Pour plus de détails, voir Fiche technique et Distribution.
Blue est un film japonais réalisé par Hiroshi Ando, sorti en 2002.

## Synopsis
Kayako Kirishima est une lycéenne solitaire. Un jour elle se rapproche d'Endō qui vient de redoubler et qui se retrouve coupée de ses amis.

## Fiche technique
- Titre : Blue
- Réalisation : Hiroshi Ando
- Scénario : Yuka Honcho d'après le manga du même nom de Kiriko Nananan
- Musique : Yoshihide Ōtomo
- Photographie : Kazuhiro Suzuki
- Montage : Nobuko Tomita
- Production : Dai Miyazaki
- Société de production : Blue Production Partnership, Eisei Gekijo, Kobi Co. et Omega Micott
- Pays :  Japon
- Genre : Drame et romance
- Durée : 116 minutes
- Dates de sortie :
  -  Canada : 9 septembre 2002 (Festival international du film de Toronto)
  -  Japon : 29 mars 2003

## Distribution
- Mikako Ichikawa : Kayako Kirishima
- Manami Konishi : Masami Endo
- Asami Imajuku : Mieko Nakano
- Jun Murakami : la garçon plus âgé
- Sōsuke Takaoka : Manabu Mizuuchi
- Kenzô Kawarasaki : le professeur d'histoire
- Asahi Yoshida : le professeur d'art
- Ayano Nakamura : Chika Watanabe

## Distinctions
Le film a reçu le Saint-Georges d'argent de la meilleure actrice pour Mikako Ichikawa au Festival international du film de Moscou.